# Wajima
Wajima (jap. 輪島市 Wajima-shi) – miasto w Japonii w  prefekturze Ishikawa, w środkowej części wyspy Honsiu.

## Położenie
Miasto leży na końcu półwyspu Noto nad Morzem Japońskim. Graniczy z miastem Suzu.

## Historia
Miasto powstało 31 marca 1954 r.